# Cascata do Imbuí
Cascata do Imbuí é um bairro de Teresópolis, cidade localizada no interior do estado do Rio de Janeiro.

## Demografia
De acordo com o Instituto Brasileiro de Geografia e Estatística (IBGE), sua população no ano de 2010 era de 1 216 habitantes, sendo 634 mulheres (52.1%) e 582 homens (47.9%), possuindo um total de 469 domicílios.

## Infraestrutura urbana
No bairro, há o apoio da Coordenadoria de Ordenamento Urbano (Courb), que é um setor da Defesa Civil responsável por planejar e pôr em prática ações administrativas voltadas à demolição de construções em área de risco.